# 길리 제도

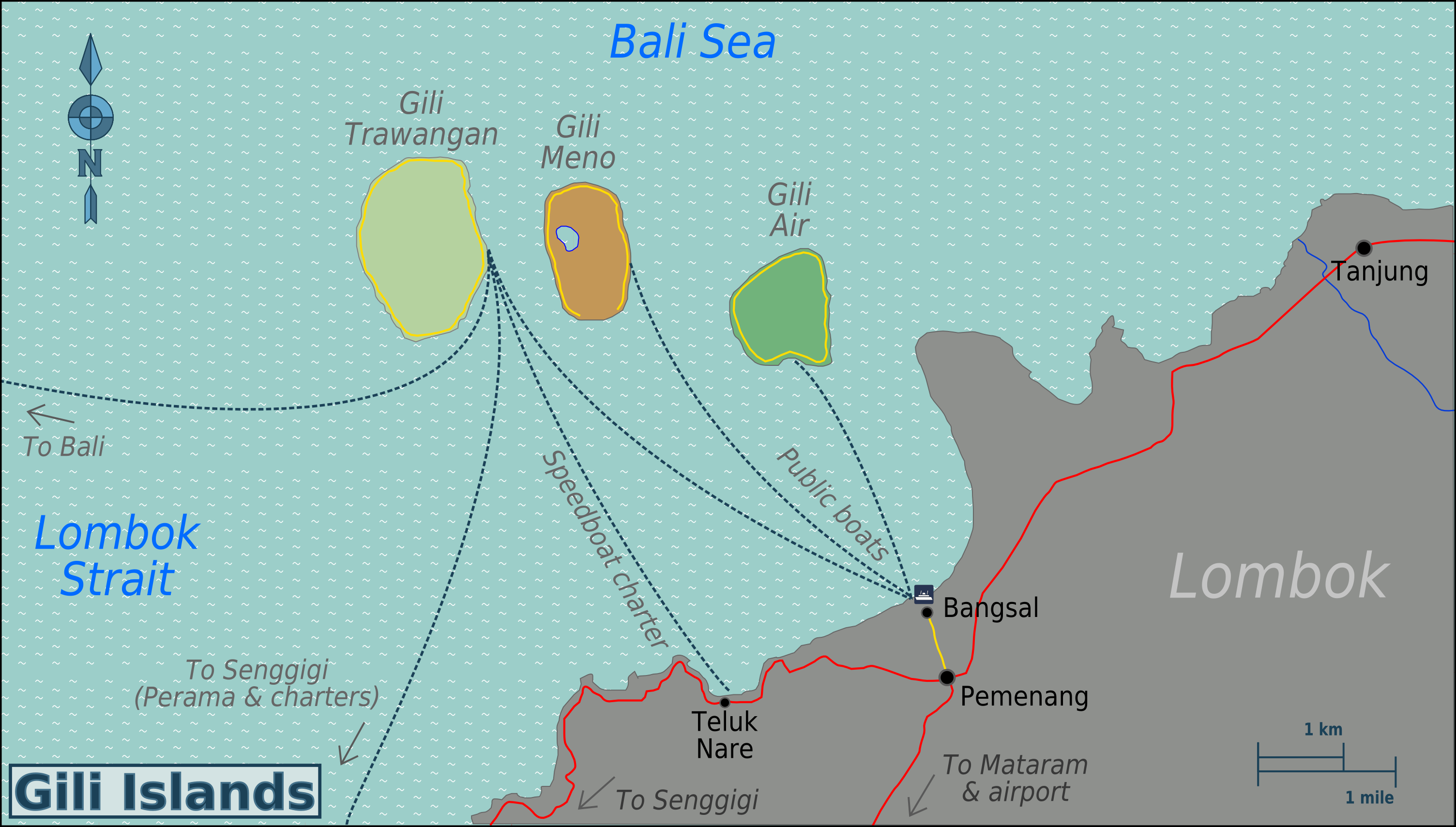
길리 제도

길리 제도(인도네시아어: Kepulauan Gili)는 인도네시아 롬복섬에서 북서쪽에 떨어진 3개의 섬으로 이루어진 제도이다.